# 杉田竜平
杉田 竜平（すぎた りゅうへい、1976年9月6日 - ）は、日本の元プロボクサー。岐阜県吉城郡古川町（現飛騨市）出身。第35代日本スーパーフェザー級王者。元日本スーパーフェザー級暫定王者。岐阜県立吉城高等学校卒。
畑中ボクシングジム所属。現杉田ボクシングジム会長。

## 来歴

### 人物
高校1年時に漫画『はじめの一歩』を読みボクサーに憧れ、近くにジムがなかったため独学で始める。高校3年の夏休みに畑中ジムに行き、一か月の体験入門。卒業後プロになり、畑中ジムプロ第1号としてデビュー。同時期入門の中野博ともに二枚看板と呼ばれ、「魂の箱-あるボクシングジムの闘い」（平山譲著）で取り上げられた。

### 全日本新人王
1995年4月2日、プロデビュー戦で2RKO勝利を収めた。
1996年12月9日、新人王西軍代表決定戦で9戦9勝9KOの谷川淳と対戦。1Rにダウンを喫するも2Rに逆転KO勝ちでMVP獲得。
1997年2月15日、西軍代表として東軍代表館岡恭と全日本新人王決定戦を争う。6R引分勝者扱いで新人王戦MVPを獲得。

### 日本王座獲得
1998年7月4日、畑山隆則が返上し空位となった日本スーパーフェザー級王座決定戦として高校三冠王として注目されていた金内豪と戦う。戦前、不利が予想されていたが、8RKO勝ちで王座奪取に成功した。
1998年11月14日、後網膜裂孔が発覚し治療に専念するため、王座を防衛することなく返上。本来12月14日にコウジ有沢との防衛戦の予定であった。
1999年12月12日、復帰戦を地元飛騨市古川町で行い2RKO勝ちを収めた。

### 初黒星
2001年2月25日、OPBF東洋太平洋スーパーフェザー級王者のタイガー・アリ（フィリピン）と名古屋国際会議場で挑戦も2-0の10R判定負けで初の黒星を喫した。
2002年2月17日、名古屋国際会議場で、後のIBF世界ライト級王者ハビエル・ハウレギ（メキシコ）と試合。2Rから杉田が出血し5R負傷判定引分に終わった。

### 暫定ながら日本王座返り咲き
2002年6月23日、日本スーパーフェザー級暫定王座決定戦を名古屋国際会議場で篠崎哲也と争い10R判定で勝利し再度王座奪取。当初は長嶋健吾が世界戦準備のために王座返上前提で、キンジ天野と杉田との間で王者決定戦の予定であったが実際には返上されず、天野側が出場を辞退したために行われた。この王座は、長嶋が7月3日に正規王座を返上する以前に60日以内に天野と勝者は試合をすることを暫定王座承認の条件とされていたが、正規王座が返上されたため天野との王者決定戦に出場が義務づけられたが右拳の負傷のため出場できず剥奪された。

### 世界初挑戦・引退
2004年2月8日、岐阜メモリアルセンターにてWBA世界スーパーフェザー級レギュラー王者のヨーサナン・3Kバッテリー（タイ）と対戦。7RTKOで敗れ王座奪取ならず。
2006年2月5日、OPBF東洋太平洋スーパーフェザー級王者ランディ・スイコに挑戦。勝っても負けても引退と決めていたが4RTKOで敗れ引退した。

### 引退後
2011年4月2日、ボクシングジム、『Ryu's-Style』を地元岐阜県高山市でオープン。
2021年5月21日、高山市から岐阜市に移転オープン。